# Schlüttsiel

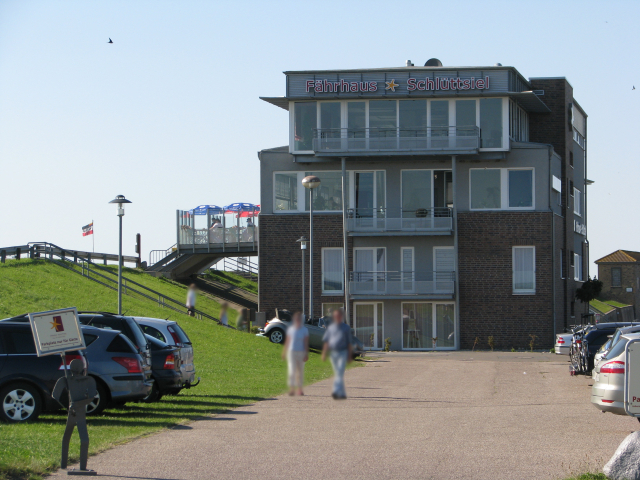
Fährhaus Schlüttsiel

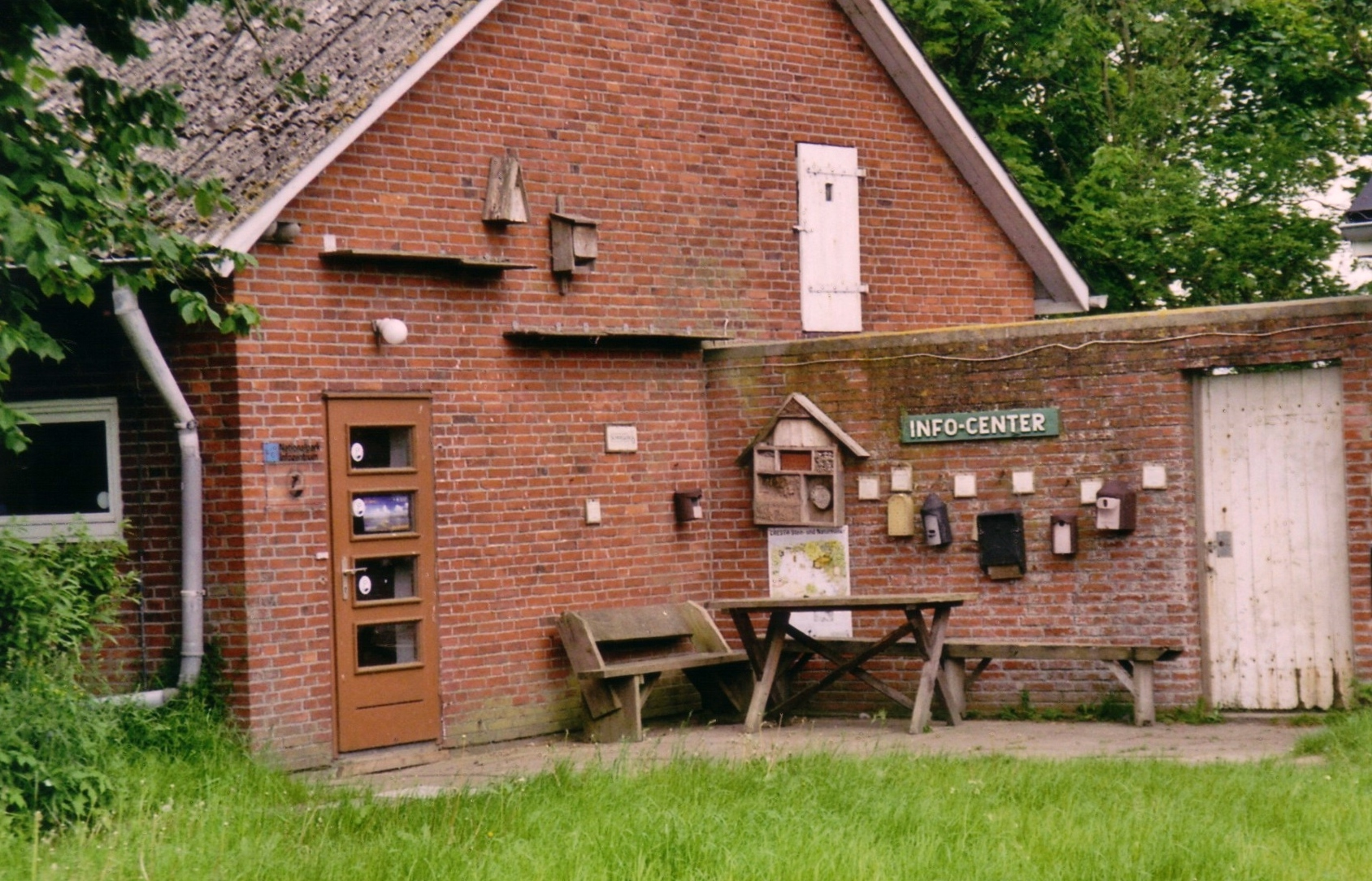
Infozentrum des Vereins Jordsand

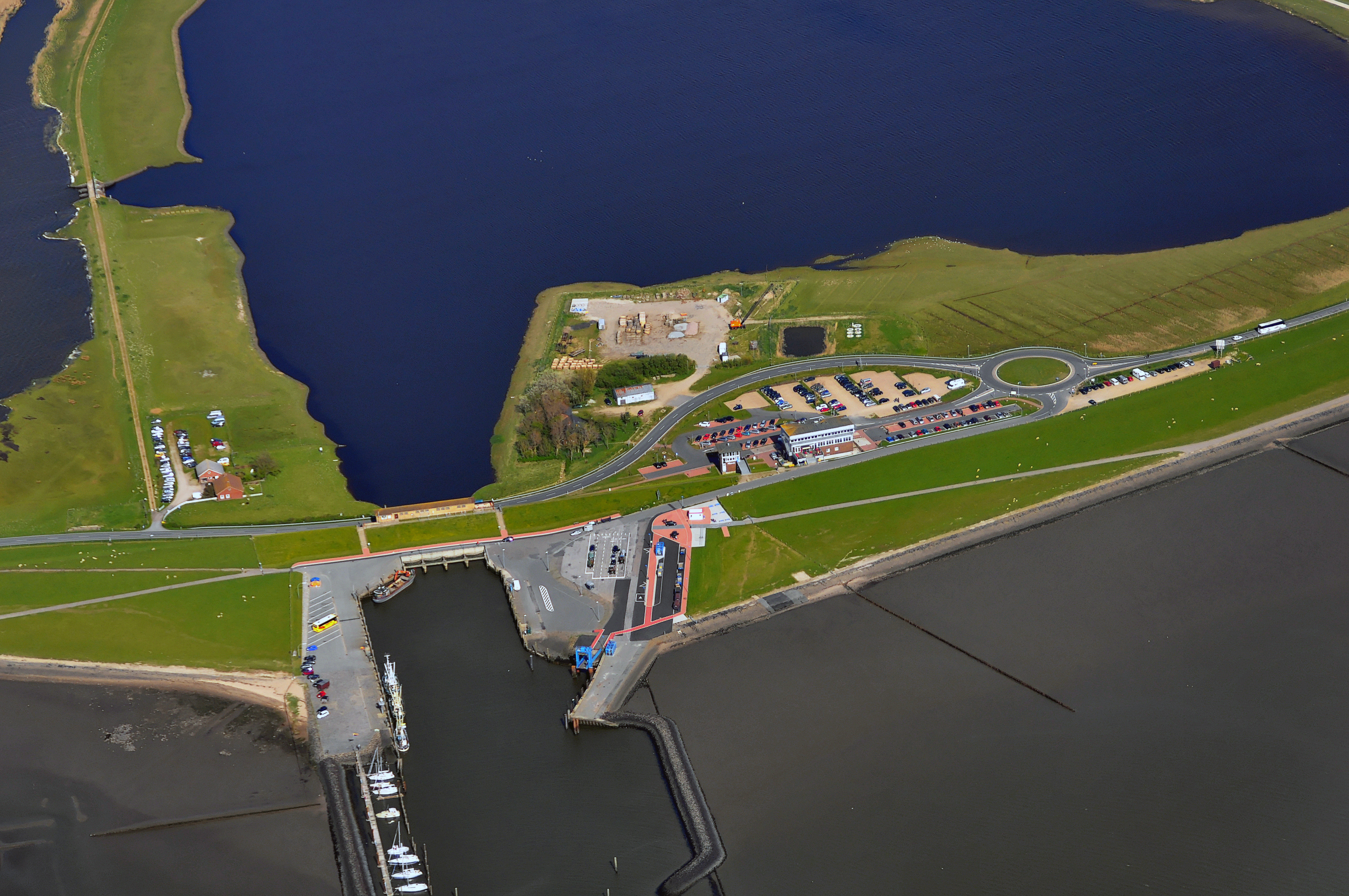
Schlüttsiel von oben

Schlüttsiel (friesisch: Slütsiil, dänisch: Slutsil) ist ein nach dem gleichnamigen Siel benannter Hafenort im Kreis Nordfriesland. Er gehört zur Gemeinde Ockholm und liegt am Abschlussdeich des Hauke-Haien-Koogs etwa 2,5 Kilometer östlich der Hallig Oland.
Schlüttsiel ist kein gewachsener Ort, sondern besteht aus einem 1959 erbauten Hafen mit einem Abfertigungsterminal und einer Kraftfahrzeug-Verladestation sowie einem historischen Sielgebäude. Zudem gibt es einen Gastronomiebetrieb mit Fremdenzimmern sowie seit 1980 direkt am Parkplatz ein Besucherzentrum des Vereins Jordsand mit Informationen zum Nationalpark Schleswig-Holsteinisches Wattenmeer und zum Vogelschutz.
Dank des Siels und des damit verbundenen dauerhaft tiefen Fahrwassers war Schlüttsiel zur Anlage eines Hafens im Wattenmeer geeignet, es ist Ausgangspunkt regelmäßiger Schiffsverbindungen zu den Halligen Langeneß, Gröde und Hooge sowie – im Sommerhalbjahr – zur Insel Amrum. Straßenverbindungen bestehen Richtung Süden nach Husum und Bredstedt sowie Richtung Norden nach Dagebüll. Busse verkehren nach Bredstedt.
Vor 1959 war das südöstliche, nunmehr im Landesinneren gelegene Bongsiel der Hafen zu den nördlichen Halligen.